# Sideral (DC Comics)
Sideral (no original em inglês Star-Spangled Kid) foi a alcunha de alguns personagens de Histórias em Quadrinhos (banda desenhada, em Portugal), pertencentes à empresa estadunidense DC Comics e que originalmente faz parte da Era de Ouro dos quadrinhos. Sua história conecta-se, ainda, com a de Starman.

## Criação original
Criado por Jerry Siegel e desenhado por Hal Sherman, o personagem foi o primeiro de uma série que copiava a ideia de um companheiro adolescente ao herói que no ano anterior havia sido lançada quando Robin se juntou ao Batman.
Surgido no contexto da II Guerra Mundial, o personagem seguiria os modelos de uniformes baseados na bandeira dos Estados Unidos, tal qual já ocorria com o Capitão América, e viria a combater nazistas, a primeira aparição da nova dupla ocorreu na revista Star-Spangled Kid lançada em outubro de 1941.

### Sylvester Pemberton
Embora como título próprio a primeira aparição de Sideral de deu em outubro de 1941, seu personagem Sylvester Pemberton surgiu um mês antes, na Action Comics número 40; a revista apresentou o personagem como uma introdução, onde ele e o ainda então desconhecido Pat Dugan estão em um cinema e confrontam alguns nazistas; enquanto Sylvester é jovem e mirrado, faz contraposição ao musculoso e alto Pat, eles resolvem seguir o conselho de pessoas que viram o distúrbio e disseram que seria bom se a bandeira estadunidense ganhasse vida: de forma independente Sideral criou seu uniforme com a parte das estrelas e Dugan com as listras (de onde o nome "Listrado na versão lusófona) e viriam a se tornar parceiros ao trabalharem num mesmo caso.
Listrado mais tarde se tornou o F.A.I.X.A. e anos depois passou a chamar-se de Celestial, quando liderou a Corporação Infinito.

## Courtney Whitmore
Courtney Whitmore, que havia usado a mesma alcunha de "Sideral".Ela encontrou, por acaso, o equipamento que Sylvester tinha usado no seu tempo de herói e, única e exclusivamente para incomodar seu padrasto, Pat Dugan, passou a atuar como F.A.I.X.A. .Pat, a princípio, foi relutante e fazia o que podia para fazer a menina desistir, mas Courtney insistiu e ganhou o respeito e a permissão - não só de Pat, mas também de sua mãe, Barbara -, para que pudesse praticar o vigilantismo.
Logo no começo de sua carreira, Courtney entrou para a Justiça Jovem e para a Sociedade da Justiça, deixando o primeiro posteriormente, mas permanecendo até o presente, no segundo.

## Outras versões
Em Reino do Amanhã, Alex Ross apresentou um outro Sideral, chamado simplesmente de Stars, um afro-americano que, além de utilizar um lenço com a bandeira americana e uma camiseta com a mesma bandeira, só que invertida, usava também uma versão do cinturão cósmico. Além disso, ele estava acompanhado de um homem adulto, com musculatura avantajada, que trajava uma camiseta listrada, sendo creditado como Stripes.